# Pseudo-Hekataios II
Als Pseudo-Hekataios II (auch Pseudo-Hecataeus II) wird eine angeblich von Hekataios von Abdera stammende kurze Textpassage bezeichnet, die  Flavius Josephus in seinem Werk Über die Ursprünglichkeit des Judentums zitiert (Buch 2, 43). Er bezieht sich auf den vermeintlich nichtjüdischen Text, um ihn als „Zeugen“ für das Alter und den Vorzug des Judentums zu präsentieren.

## Charakter des Textes
Folker Siegert, Professor für Judaistik und Neues Testament an der Westfälischen Wilhelms-Universität in Münster, nahm im Jahr 2008 eine Neubearbeitung aller verfügbaren Quellen für Flavius Josephus’ Werk Über die Ursprünglichkeit des Judentums vor. Bei der vorliegenden Textpassage von Pseudo-Hekataios II handelt es sich um eine Fälschung, deren Behauptungen im Widerspruch zu den sonstigen historischen Quellen stehen. Aufgrund des kurzen Textumfanges bleibt unklar, ob der Text auf Pseudo-Hekataios I als Quelle zurückgeht. Der Sprachstil schließt eine Urheberschaft des Hekataios von Abdera und des Flavius Josephus aus.
Pseudo-Hekataios II kann in seinem Charakter als Geschichtsklitterung eingestuft werden. Es ist auch möglich, dass diese Passage aus einer gänzlich anderen Quelle kommt und der Name Hekataios in diesem Fall ein Schreiberirrtum wäre.

## Text
„43 Er (Alexander der Große) schätzte nämlich unser Volk; wie auch Hekataeos von uns sagt, dass er aufgrund von guter Gesinnung und Verlässlichkeit, die die Judäer ihm erwiesen, Samarien ihnen zuschlug, und zwar steuerfrei.“